# Zjazd w Rudnikach 1572
Zjazd w Rudnikach 1572 – zjazd magnatów i pomniejszej szlachty litewskiej mający miejsce w dniach 24-27 września 1572 w myśliwskim pałacu Jagiellonów w Rudnikach. Stanowił pierwszy nieformalny zjazd dygnitarzy litewskich w czasie pierwszego bezkrólewia (1572–1573), trzy lata po zawarciu unii lubelskiej.

## Okoliczności
Okres bezkrólewia po śmierci Zygmunta Augusta postawił Polskę oraz Litwę na nowej płaszczyźnie wzajemnych relacji. Uwidaczniające się konflikty wewnętrzne dotyczące kwestii funkcjonowania państwa w czasie interregnum oraz szczegółów wolnej elekcji uniemożliwiały skuteczne współdziałanie szlachty polskiej i litewskiej, którym przyświecały nieco odmienne cele polityczne (szlachta litewska dążyła do zachowania jak największej niezależności przy parciu do unifikacji ze strony szlachty koronnej). Jednocześnie wraz ze śmiercią monarchy zgodnie z zasadami relacji litewsko-moskiewskich ważność traciły wzajemne umowy. W obliczu nierozstrzygniętego konfliktu o Inflanty tworzyło to groźbę wznowienia konfliktu zbrojnego. Pomimo początkowych prób współdziałania decydentów litewskich z szlachtą małopolską w czasie zjazdu w Knyszynie w dniach 24-31 sierpnia 1572 podziały wewnętrzne szlachty uniemożliwiły współdziałanie. W obliczu niepowodzenia współpracy z Koroną szlachta litewska zdominowana przez magnatów (główną rolę w litewskiej polityce odgrywali przedstawiciele rodu Radziwiłłów oraz Chodkiewiczów na czele z Janem Hieronimowiczem Chodkiewiczem), rozpoczęła działania polityczne mające na celu wzmocnienie pozycji Wielkiego Księstwa Litewskiego wobec Korony w rzeczywistości nakreślonej przez unię lubelską. Przed sejmem elekcyjnym zwołano sejmiki litewskie na dzień 14 września 1572, lecz najważniejszy sejmik wileński nie odbył się. Zgromadzeni dostojnicy zmienili termin oraz miejsce sejmiku, przenosząc go do Rudnik, które stanowiły spokojne miejsce dla obrad, oddalone od większych miast wówczas zagrożonych zarazą morową. Nieformalny charakter zjazdu nie pozwala jednak nazywać go sejmikiem.

## Uczestnicy
Zjazd zgromadził głównych przedstawicieli litewskiej sceny politycznej. Początkowo brało w nim udział dziesięciu senatorów: biskup wileński Walerian Protasewicz, żmudzki Jerzy Pietkiewicz, nominat kijowski Mikołaj Pac, wojewoda wileński Mikołaj Radziwiłł “Rudy”, smoleński Hrehory Wołłowicz, mścisławski Jerzy Ościk, trocki Stefan Andrejewicz Zbaraski oraz kasztelan miński Jan Hlebowicz, podskarbi Mikołaj Naruszewicz i marszałek nadworny Mikołaj Krzysztof Radziwiłł “Sierotka”. W czasie zjazdu dołączyli do obrad starosta żmudzki Jan Chodkiewicz, kasztelan żmudzki Mikołaj Stanisławowicz Talwosz, kasztelan połocki Jerzy Zenowicz oraz kasztelan brzeskolitewski Jan Hajko. Dokumenty wystawione przez uczestników w czasie zjazdu nie zawierają podpisów biskupa Waleriana Protasewicza i Mikołaja Krzysztofa Radziwiłła “Sierotki” co sugerować może fakt opuszczenia zjazdu przed zakończeniem obrad.

## Przebieg
Początkowo wysłuchano Wasyla Małygina, gońca od cara Iwana Groźnego, który domagał się poselstwa ze strony Rzeczypospolitej. Kopię listów od cara przesłano następnie do Polski. W czasie zjazdu podejmowano tematykę związaną z funkcjonowaniem oraz bezpieczeństwem Wielkiego Księstwa Litewskiego. W pierwszej kolejności rozstrzygnięto kwestie zastawu starostwa żyżmorskiego na rzecz Krzysztofa Radziwiłła. Były to ziemie przynależne do domeny królewskiej, które zostały wydane pochodzącemu z Korony Maciejowi Żalińskiemu. Obecni w Rudnikach magnaci w praktyce przywłaszczali sobie w czasie bezkrólewia prawo do rozporządzenia królewszczyznami, które zgodnie z ustawodawstwem należało wyłącznie do kompetencji monarchy. Przeznaczono kwoty na wzmocnienie obsad zamków na granicy z państwem moskiewskim. Zgodnie z postanowieniem zjazdu rudnickiego zlecono hetmanowi nadwornemu Krzysztofowi Radziwiłłowi zaciąg roty liczącej 250 koni i wyznaczono żołd w wysokości  5 tys. kop groszy litewskich. Omawiano także kwestie organizacji polityki zagranicznej Wielkiego Księstwa. W czasie obrad analizowano pomysł oddzielnej elekcji carewicza Fiodora na wielkiego księcia.  
Informacje na temat przebiegu zjazdu oraz jego postanowień zostały przekazane stronie koronnej w formie donosu przez kasztelana mińskiego Jana Hlebowicza. Równolegle szczegóły zjazdu wyciekły za sprawą księcia słuckiego Jerzego Olelkowicza. Obaj magnaci byli w tym czasie skonfliktowani z resztą elity litewskiej. Wywołało to oburzenie wśród szlachty polskiej, która oskarżała Litwinów o samodzielne działania w sferze polityki zagranicznej. Temat ten zdominował początkowo obrady sejmu konwokacyjnego w 1573 roku.  

## Znaczenie
Zjazd w Rudnikach stanowi istotne wydarzenie w relacjach polsko-litewskich okresu kształtowania się wspólnego organizmu państwowego. Stanowi pierwszą od czasu zawarcia unii lubelskiej próbę samodzielnego prowadzenia polityki przez możnych litewskich bez konsultacji ze stroną koronną. Uwidacznia także funkcjonowanie litewskiego systemu politycznego, w którym główną rolę odgrywały górne województwa Wielkiego Księstwa (wileńskie i trockie oraz Księstwo żmudzkie). Forma zjazdu przypominała także w większym stopniu tradycję litewskiej rady hospodarskiej niż sejmików. Podjęcie rozmów z Moskwą oraz kontrowersyjna kandydatura na tron carewicza Fiodora mogły być wyrazem zarówno dążenia Litwinów do separacji wobec Korony, lecz także troski o bezpieczeństwo kraju, która wymuszała prowadzenie gry dyplomatycznej ze wschodnim sąsiadem.

## Galeria portretów wybranych uczestników zjazdu

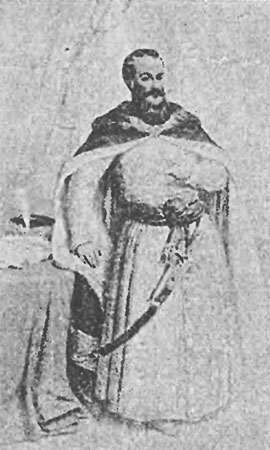
Jan Hieronimowicz Chodkiewicz
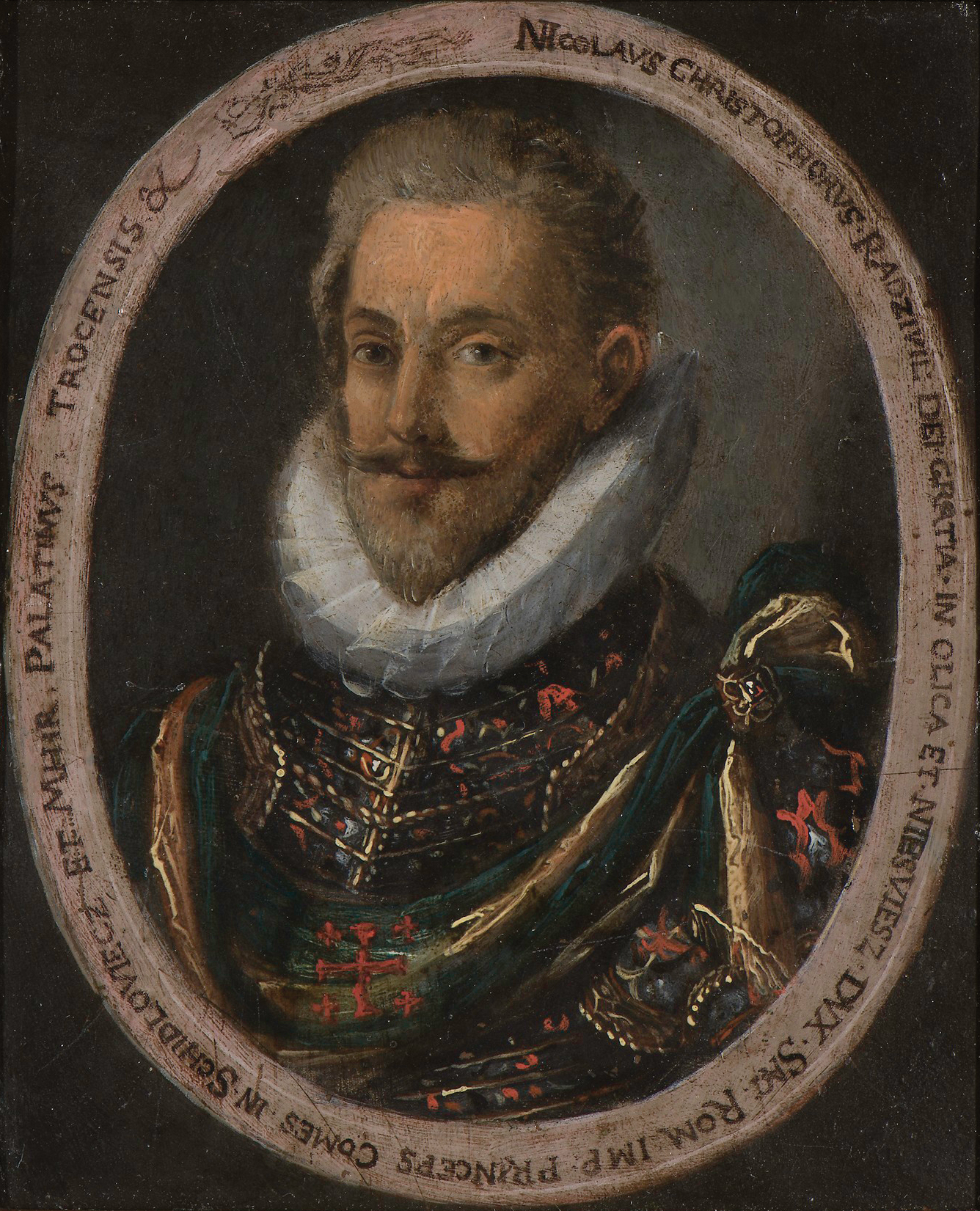
Mikołaj Krzysztof Radziwiłł "Sierotka"
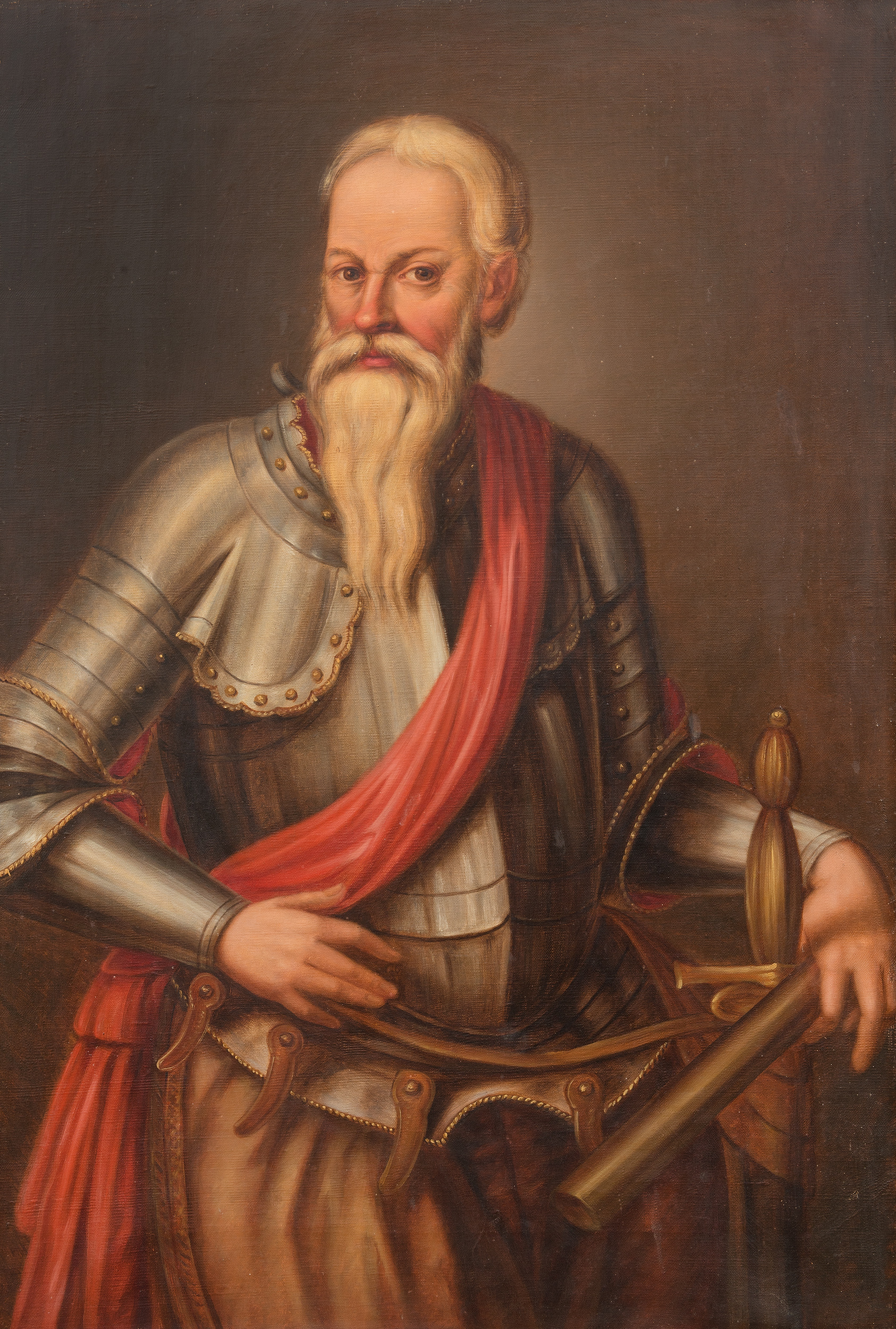
Mikołaj Radziwiłł "Rudy"
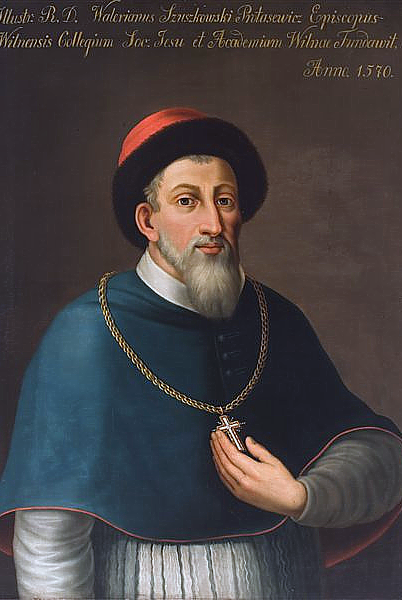
Walerian Protasewicz